# 칼표
칼표(dagger)는 타이포그래피 기호이다. 유니코드상 U+2020 †, HTML상 &#8224; 또는 &dagger; 로 표현된다. 고대 그리스 철학자들이 필사본에 사용한 ÷ 기호에서 유래되었다.

## 현대의 사용
칼표 표기는 별표(*)가 이미 사용된 경우 하나의 주석의 의미로 사용된다. 이후로 언급되는 3번째 각주의 경우 이중 칼표로 나타낸다. 그 이후로 언급되는 각주들의 경우 일정하지 않으며 여러 가지 기호로 표기되며(‖, §, ¶) 이 가운데 일부는 현대의 초기 타이포그래피에서 존재하지 않았다.
칼표는 사망, 멸종, 구식화를 나타내기 위해서도 사용된다. 연도 옆에 배치할 경우 별표와 칼표는 출생연도와 사망연도를 각각 의미한다. 이는 독일어에서 특히 흔히 사용된다. 인명 앞뒤에 배치하는 경우 칼표는 이 인물이 사망했음을 의미한다. 이를 사망 칼표(death dagger)라고 부른다. 옥스포드 영어 사전에 따르면 칼표 기호는 구식 기호를 의미한다.
수학에서는 켤레전치를 나타내는 기호로 쓴다.

여러 폰트로 나타낸 칼표와 겹칼표.

## 인코딩
- U+2020 † dagger (HTML: &#8224; &dagger; Alt+0134 in Windows or option-t in macOS)
- U+2021 ‡ double dagger (HTML: &#8225; &Dagger; Alt+0135 in Windows or option-shift-7 in macOS)
- U+2E36 ⸶ dagger with left guard – used in Alexander John Ellis's "palaeotype" transliteration to indicate retracted pronunciation[10]
- U+2E37 ⸷ dagger with right guard – used in Alexander John Ellis's "palaeotype" transliteration to indicate advanced pronunciation[10]
- U+2E38 ⸸ turned dagger – used in Alexander John Ellis's "palaeotype" transliteration to indicate retroflex pronunciation[10]
- U+2E4B ⹋ triple dagger – A variant with three handles.[11]